# Mom (Cameroun)
Pour les articles homonymes, voir Mom.
Mom est un village camerounais. Le village se situe en région Bassa et dépend de la commune de Makak, dans le département du Nyong-et-Kéllé. Le village s'étend sur dizaines de kilomètres et constitue à travers sa superficie l'un des plus vastes villages de la commune. Le village est traversé par un chemin de fer construit durant l'époque coloniale dans les années 1930, le Transcamerounais. La main d’œuvre durant les travaux de construction de cette voie ferrée est essentiellement composée des autochtones du peuple Bassa. Ces travaux forcés étaient favorisée par les Allemands qui étaient la puissance colonisatrice. Cette région du centre du Cameroun était aussi le siège des leaders indépendantistes nationaux en général et de celui qui incarne alors ce mouvement : Ruben Um Nyobe. L'une des conséquences de ce désenclavement est la scission du village en deux communautés « Mom I (Mom Brousse) » qui est le siège initial et historique et « Mom II (mom Gare) » donc le siège gravite autour de la gare ferroviaire.

## Histoire
Les Bassa admettent être originaires de la grotte de « Ngog Lituba » qu'ils quittent aux environs du XVe siècle. Selon la tradition orale, leur nombre croissant les poussèrent à l'exil. Celle des « Log Biyong » et les « Log Mbeng », qui sont majoritaires à Mom, émigrent de la grotte au XIXe siècle. Cette migration s'est faite progressivement, dans un premier temps, on crée des champs de cultures dans la forêt et par la suite ces champs et clairières deviennent plus tard des villages. Cependant avec l'arrivée de la colonisation les villages temporaires deviennent définitifs, et les populations mettent ainsi fin à leur nomadisme. Le village de Mom est créé administrativement en 1944 sous le nom de Mambine et rebaptisé plus tard en 1951. La configuration des habitats du village sont sujettes aux nombreux bouleversements de la période coloniale. La construction de la voie ferrée, le Transcamerounais, est l'une des causes ayant profondément restructurer les regroupements des villages dans cette région. Les travaux forcés entrepris par les Allemands et par la suite par les Français étaient contraignant pour les populations des villages environnants qui doivent fournir la main d’œuvre nécessaire. La construction de la voie ferrée est initiée par les Allemands. Ceux-ci atteignent Eséka en juin 1914, les Français prennent le relais et atteignent Makak en janvier 1925, Otélé en février 1927 et Yaoundé la même année. Du fait du relief accidenté conduisant au plateau compris entre Eséka et Makak, il faut engager d'énormes travaux de terrassement et de réaménagement du sol. L'essentiel de la main d’œuvre se compose des ressortissants Bassa, en effet, le peuple Bassa se situe tout le long de la voie ferrée (jusqu'à 60 km de Yaoundé). Afin de satisfaire cette énorme demande en main d’œuvre, chaque chef de village doit envoyer un contingent de travailleurs périodiquement renouvelé. Certains finissent par s'installer définitivement tout autour de la gare, cette tendance est favorisée par les Français, qui pour l'encourager, construise une piste reliant la gare de Makak à Otélé. Mais beaucoup des travailleurs préfèrent retourner dans leur village une fois leur séjour arrivé à terme. 
Par la suite les mouvements sociaux nés de la période post coloniale furent aussi néfastes pour ces villages, ils demeurent car loyaux aux mouvements et courants indépendantistes. Dans les années 1950, l'une des méthodes employées par les pouvoirs en place pour lutter contre le maquis, consiste à l'organisation des regroupements strictes des habitations autour de celle du chef du village. Cette pratique pris fin en 1959, et certains groupes d'habitants demeurent au village actuel, notamment ceux venant du village voisin Bakoukoué. Les habitants du village Mom sont les Ndog Sul. Ceux-ci se répartissent en onze lignées : Les « log Biyong » (22 familles restreintes), les « Log Mbeng » (16) , les « Log Bikun (12) », les « Log Makel » (9), les « Log Tchass et Ngwos » (8), « Bakembé » (7), « Batum » (6), « Sompeck », et « Ndjoi » (5), « Bassabé et Pii » (2), « Baligbé » (1). Les Ndog Sul se retrouvent aussi dans les villages Bitoutouck, Boumnkok, Maboun.

### Mom I - Mom II

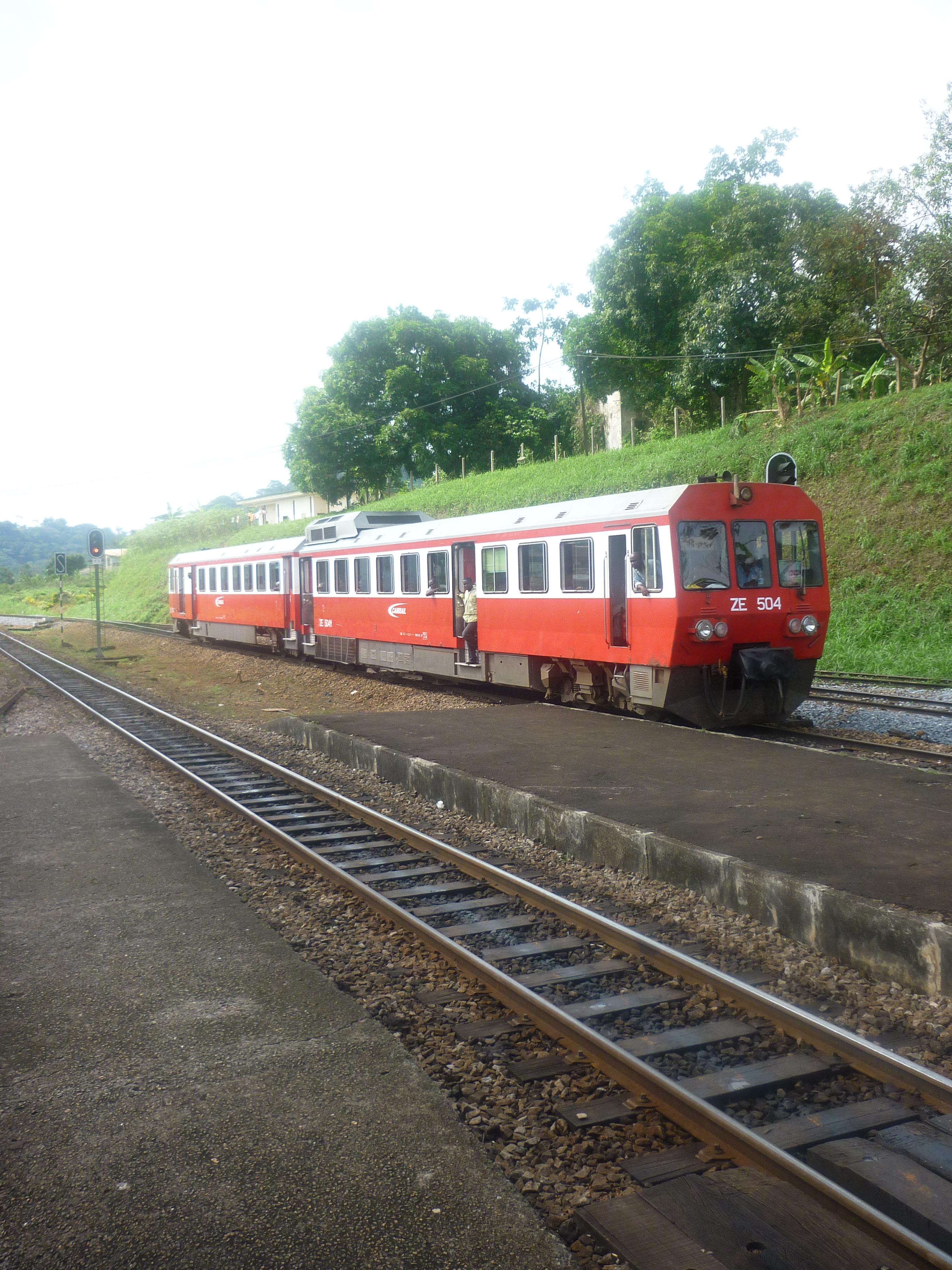
Chemin de fer Douala - Yaoundé

La dislocation du village en deux entités distinctes et complémentaires est conséquente à la construction du chemin de fer reliant la capitale économique Douala à sa consœur politique Douala. Du point de vue administratif, Mom résulte de la fusion de deux localités Mom et Mambine. En 1944, le village se nomme Mambine, puis en 1951, il reçoit le nom de Mom I et Mom II. Mom I (Mom gare ou Mom route) correspond au village limitrophe de la gare , tandis que Mom II (Mom Brousse) correspond au village resté dans la forêt.

## Toponymie
Deux traductions en langue Bassa concernent le mot « Mom » . Une première signification est synonyme « Fromager ». Cette appellation est conséquente à la présence importante de nombreux Fromagers parsemés sur tout le territoire. La seconde traduction est synonyme de trompe d'éléphant. Cette dernière appellation vient du fait que la zone était jadis riche en éléphants. Les autochtones du village sont issus de la lignée « Ndog Sul » qui signifie en langue Bassa « Le clan des fourmis » .

## Géographie

### Localisation
Le village se situe à 3°35' de Latitude Nord en pleine zone équatoriale. Le village se situe à 44 km de Yaoundé. Et dispose aussi d'une piste non bitumée située à une vingtaine de km de l'axe principal reliant la ville de Yaoundé à celle de Douala.  

### Villages limitrophes
Les villages limitrophes de Mom sont les suivants :

### Relief
Le village se situe sur le plateau méridional Camerounais et se situe quasiment sur la plaine du Littoral du Cameroun. Cependant on observe une dénivellation du village de l'est (660 - 680) vers l'ouest (650 - 660). On y trouve aussi deux particularités géologiques du fait d'une colline (737 m) située dans le sud-ouest du village et d'un escarpement de faille à l'ouest du village. On trouve des sols ferrallitiques rouges et jaunes qui sont conséquentes à la végétation. De ce fait, les sols sont moyennement fertiles.

### Végétation
La végétation du village est celle de la forêt dense. Cette forêt constitue l'essentiel de la végétation et l'on n'observe que quelques irrégularités du fait des habitations, pistes, et plantations.

### Climat
Le village ne dispose pas d'une station météorologique, la station la plus proche se situe à Makak et fait état, en 1970, d'une hauteur pluviométrique moyenne annuelle de 1 848 mm. Le climat est de type équatorial guinéen avec une température moyenne de 25 à 26 °C. Le village dispose de deux saisons de pluie et deux saisons sèche. La petite saison de pluie « Hiyon » en langue Bassa) (mars - juin) , la grande saison des pluies « mbèng » (août - novembre) , puis la petite saison sèche « Hikang » (juin - août) et la grande saison sèche « sep » (novembre à mars). Cette répartition saisonnière n'est cependant pas uniforme. En effet, du fait de sa situation géographique, le village se situe dans une zone humide avec une des pluies s'étalant sur une période de 136 jours, et la saison sèches qui ne sont guère dépourvues de pluies. Les précipitations les plus basses s'observent aux mois de janvier et décembre. Les récentes données climatiques définissent le climat du village comme un climat de type tropical caractérisé par de nombreux mois de pluies fortes et une courte saison sèche. D'après la classification de Köppen, le climat est classé AM, soit un climat de type tropical et de mousson. La température moyenne actuelle demeure pratiquement inchangée à 25,1 °C pour une hausse de précipitations estimée à 2 249 mm.

### Hydrologie
Le village est drainé par de nombreux cours d'eau, découlent du fleuve Nyong. les principaux cours d'eau sont Yomakouba au nord et Lep Dikos au sud.

## Culture et patrimoine

### population et tradition
En 1970, le village compte 668 habitants répartis comme suit : 55 % sont des jeunes de moins de 20 ans et de femmes (20 et 50 ans). Cette proportion s'explique d'une part, via le décès de nombreux hommes lors des troubles de la période post coloniale, mais aussi via le phénomène d'immigration. La population du village est essentiellement les Bassa du clan Ndog Sul qui se répartissent en onze lignages d'inégale importance qu'on appelle les Log (groupement de famille en langue bassa). Cette unité familiale est chargée de la gestion des affaires familiales au quotidien, notamment les mariages et les problèmes fonciers. Le tableau ci-dessous listes les lignages du village.  
| Lignages ou Log | Nombre de familles | Nombre de personnes (Ndogsul) | Personnes rattachées au village | Total de personnes |
| --------------- | ------------------ | ----------------------------- | ------------------------------- | ------------------ |
| Log Biyong      | 22                 | 76                            | 25                              | 101                |
| Log Mbeng       | 16                 | 62                            | 15                              | 77                 |
| Log Bikun       | 12                 | 51                            | 14                              | 65                 |
| Log Tchass      | 8                  | 47                            | 12                              | 59                 |
| Log Ngwos       | 8                  | 36                            | 13                              | 49                 |
| Log Makei       | 9                  | 36                            | 12                              | 48                 |
| Log Makembe     | 7                  | 17                            | 14                              | 31                 |
| Log Batum       | 6                  | 7                             | 11                              | 27                 |
| Log Sompeck     | 5                  | 10                            | 16                              | 26                 |
| Log Bassabé     | 2                  | 12                            | 4                               | 16                 |
| Log Pii         | 2                  | 2                             | 2                               | 4                  |
| Log Baligbé     | 1                  | 2                             | 1                               | 3                  |
| Indéterminé     |                    | 6                             |                                 | 6                  |

Cependant du fait de l'exogamie, on retrouve les femmes venus d'autres ethnies, car il est proscrit pour un homme d'épouser une femme de son propre clan. En 2008, la localité de Mom II seule compte 45 exploitations pour 400 habitants environs.La gestion foncière évolue considérablement avec l'époque. Initialement la terre revient à la famille du tout premier défricheur. Lorsque la famille de ce dernier augmentait considérablement, une partie quittait le clan pour s'installer dans de nouvelle terres. Cette culture n'est plus d'actualité. Le chef de famille est le seul et l'unique propriétaire du terrain, il le dispose comme il le veut, il peut le vendre le prêter ou le donner en héritage à qui bon lui semble. La tendance actuelle de la gestion des terres est le prêt à courte durée pour la culture vivrière. 

### Habitat
La maison rurale en zone Bassa est une maison individuelle suffisante pour loger la famille restreinte. Les premières maisons sont faites de terre armée recouverte de crépi d'argile et de toit de nattes faites en folioles de palmiers. Les maisons en général possèdent une forme rectangulaire et un aménagement en avant (permettant) de stocker le bois de chauffage. L'habitation comprend en général, une salle de réception, des chambres à coucher pour le chef de la famille et son épouse, la chambre des enfants, la chambre des étrangers. La cuisine consiste en une pièce qui jouxte la maison principale, tout comme les latrines ; dans un cas comme dans l'autre il s'agit d'éviter de polluer la maison principale avec les fumées ou odeurs nauséabondes. La construction du chemin de fer reliant la capitale économique du pays Douala à la capitale politique Yaoundé a favorisé le désenclavement du village. De ce fait les maisons se sont construites tout au long du chemin de fer. Cependant on trouve trois regroupements autour des unités sociales que sont la gare ferroviaire, les églises catholique et presbytérienne. Certains habitants n'ont pas voulu le mouvement de délocalisation, ainsi on retrouve quelques maisons éparses dans la forêt. Les habitations sont entourées de quelques arbres fruitiers, de plantains et bananes.

## Économie
L'essentiel de l’économie du village est basée sur l'agriculture. Le cacao constitue la principale culture de rente. Cependant on y trouve aussi des artisans, commerçants et salariés de la fonction publique. La présence d'une gare ferroviaire facilite l'écoulement des produits agricoles vers d'autres agglomérations. Le village dispose néanmoins d'un marché qui se tient tous les troisièmes mardis du mois.

### Agriculture
Le système agraire du village évolue au fil du temps. Le premier ancêtre reconnu du village vivait de la chasse et de la cueillette avec les siens. L'introduction de la culture du cacao coïncide avec l'arrivée des premiers colons allemands au début du XIXe siècle. Le désenclavement du village par la construction des voies routières permet aux missionnaires d'introduire la culture du palmier à huile et du manioc. Cette culture se professionnalise ensuite avec l’État Camerounais qui encourage les producteurs locaux dans l'utilisation des plants sélectionnés, de plusieurs autres cultures. Les premiers champs agricoles n'étaient guère structurés et soignés. Les espaces cultivés sont implantés après abattage des arbres et des arbustes. Les espaces ainsi dégagés sont mis en jachère durant une période n'excédant pas trois années. Les palmiers sont dispersés et sont beaucoup plus le fruit d'une semence naturelle. Leurs entretiens se résument dans la protection des jeunes plant lorsqu'on met le feu aux herbes mortes, et au défrichage des pieds des plus anciens palmiers pour faciliter la récolte des noix de palmistes. De ces noix de palmistes sont extraites les huiles de consommation et huiles de beauté. Une fois la maturité du palmier atteinte, celui-ci est abattu et utilisé pour extraire le vin de palme. Les produits ainsi tirés du palmier sont soient consommés localement, soit commercialisés sur le marché local ou les marchés environnants. En 2008, Mom II dispose de 45 exploitations correspondant à environ 4 000 personnes.

## Politique et administration
En 1970, le village est placé sous l'autorité du chef de village assisté des représentants des familles les plus nombreuses et les plus anciens du village. Au début, leur rôle consiste en la perception de l'impôt et à servir de relais à l'administration absente. Juste après les indépendances de 1960, les structures traditionnelles occupent un rôle plus important que les structures administratives. Avant la période coloniale, le village était dirigé par le « Mbombog » (« M'Bombock »; il s'agit de la personnalité traditionnelle la plus influente du village. Plusieurs rôles lui sont dévolus, notamment celui de gardien de la tradition, du chef spirituel, chef de terre et chef de guerre. De ce fait, tout conflit entes les habitants lui est soumis et ses décisions sont irrévocables. Leur pouvoir se dégrade avec la colonisation, en effet les Allemands n'ont guère apprécié le fait qu'ils donnent asile aux leaders des différents mouvements indépendantistes, en l’occurrence Ruben Um Nyobe. À la place, furent instaurées les nouvelles chefferies traditionnelles. Depuis le décret présidentiel portant organisation des chefferies traditionnelles au Cameroun, le village Mom II dispose d'une chefferie de 3e dégré, un centre d'état civil.

### Poste agricole
En 2008, le village possède un poste agricole relevant du Ministère de l'élevage et des pêches industrielles (MINEPIAT). Ce poste est chargé du programme PVCOC (Pisciculture Villageoise au Centre et Ouest Cameroun), un programme financé par l'Union européenne.

## Infrastructures sociales
Le village dispose de certaines infrastructures sociales parmi lesquelles nous pouvons citer :
- cinq pompes à bras pour l'accès à l'eau potable. Ces pompes sont gérés par les habitants en collaboration avec le groupe technique ayant réaliser le projet ;
- une infirmerie construite par la mission catholique et réhabilite en 2008 ;
- une école primaire construite en 2008 par le ministère de l'éducation de base en collaboration avec l'Union Européenne.

## Personnalités liées à la zone
- Augustin Frédéric Kodock né le 1er mars 1933 à Mom.